# Allogymnopleurus chloris
Allogymnopleurus chloris е вид насекомо от семейство Листороги бръмбари (Scarabaeidae). Видът е незастрашен от изчезване.

## Разпространение
Разпространен е в Зимбабве, Мозамбик и Южна Африка.